# パルバト郡
パルバト郡(パルバトぐん、ネパール語：पर्वत जिल्ला)は、ネパール中部のガンダキ州の郡。
郡都はクスマ。
2021年国勢調査の人口は13万2703人。
面積は494km。 
ネパールでは4番目に小さい郡である。
かつて、二四諸国のバルパト王国が存在した。